# Homoneura proximella
Homoneura proximella är en tvåvingeart som först beskrevs av Malloch 1925.  Homoneura proximella ingår i släktet Homoneura och familjen lövflugor. Inga underarter finns listade i Catalogue of Life.